# Eleftherios Petrounias
Eleftherios „Lefteris“ Petrounias (griechisch Ελευθέριος «Λευτέρης» Πετρούνιας, * 30. November 1990 in Athen) ist ein griechischer Kunstturner. Der dreifache Welt- und achtfache Europameister an den Ringen, wurde bei den Olympischen Sommerspielen 2016 Olympiasieger.

## Karriere
Er lebt mit seiner Frau Vassiliki Millousi und seinen zwei Kindern in Elliniko, einem Vorort von Athen.
Bei der Eröffnungsfeier der Olympischen Spiele in Tokio 2020 am 23. Juli 2021 war er, gemeinsam mit der Sportschützin Anna Korakaki, der Fahnenträger der griechischen Olympiamannschaft. Bei den Spielen erlangte Petrounias mit der Note 15.200 die Bronze-Medaille.
Nachdem Petrounias 2022 bei den Europameisterschaften in München an den Ringen mit 15,133 Punkten den ersten Platz einnehmen konnte, war er der erste europäische Turner mit sechs Goldmedaillen in Europameisterschaften.
Bei den Turn-Weltmeisterschaften 2023 konnte er mit 15,066 die Silbermedaille gewinnen und sicherte sich so die Teilnahme an den Olympischen Spielen von Paris im kommenden Jahr.
Bei den Olympischen Spielen 2024 in Paris gewann er mit 15,100 Punkten erneut die Bronzemedaille an den Ringen.
2025 erhielt Petrounias den Smart Scoring Shooting Star Award, der bei den Turn-Europameisterschaften unter allen Teilnehmenden an eine Person verliehen wird, die sowohl eine besondere Geschichte zu erzählen hat, als auch eine Inspiration für die nächste Atlhletengeneration und die breite Öffentlichkeit ist. Bei den Europameisterschaften in Leipzig erhielt er zusammen mit dem türkischen Athleten Adem Asil mit 14,400 Punkten die Goldmedaille an den Ringen, seine achte Goldmedaille bei europäischen Meisterschaften. Damit wurde er der erste Turner, der insgesamt zehn Medaillen bei Europameisterschaften gewann.

## Galerie

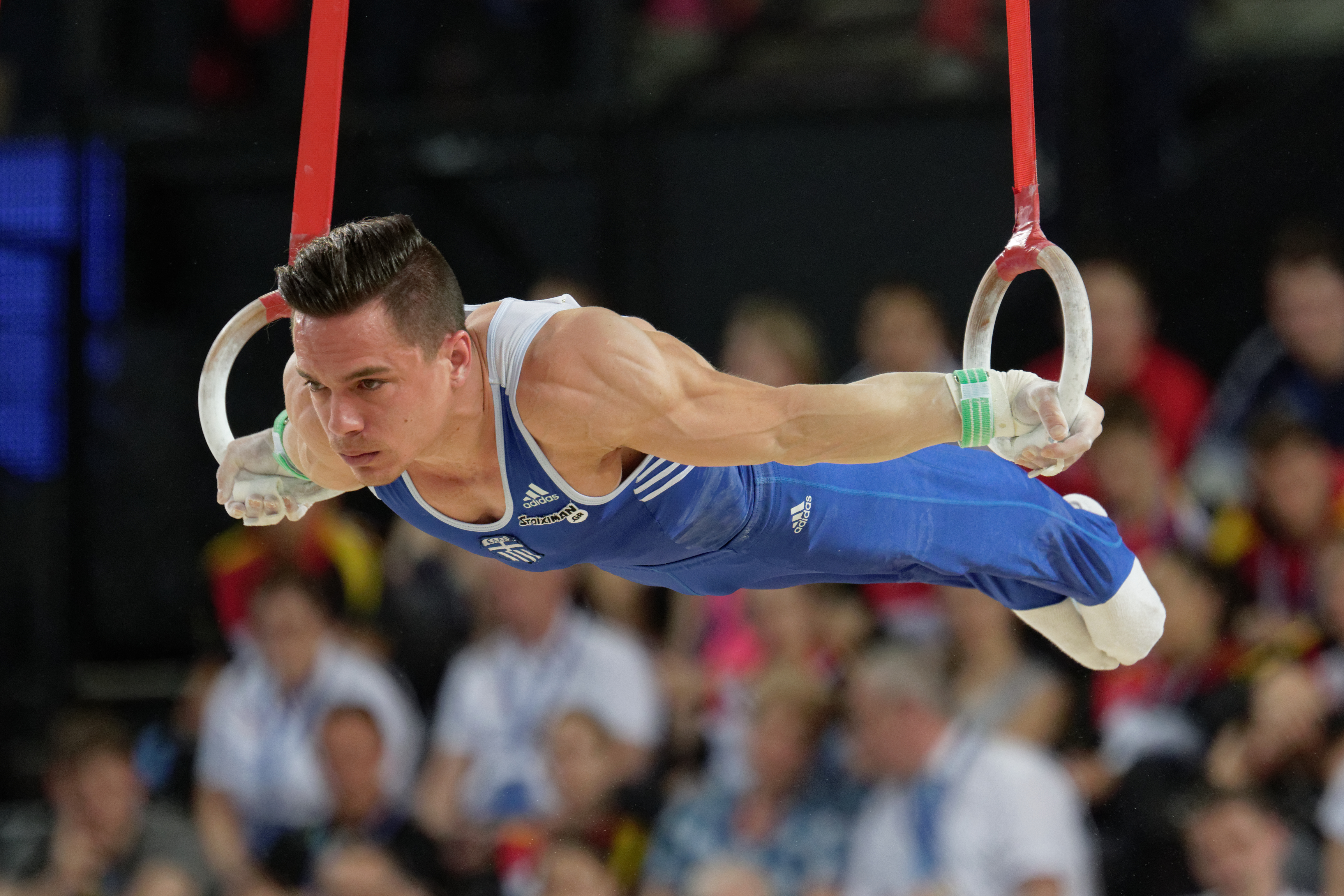
Bei der EM 2015
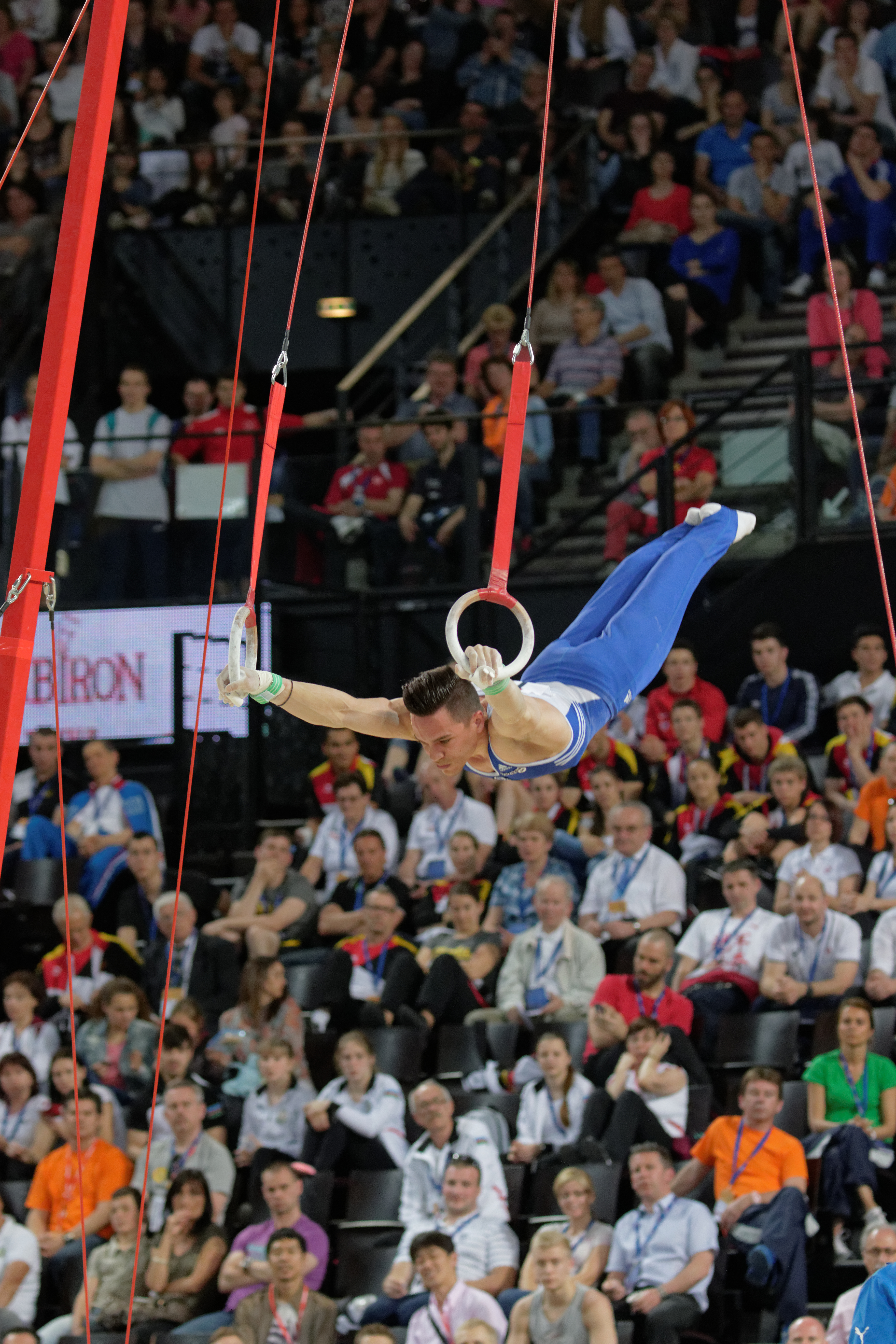
Bei der EM 2015
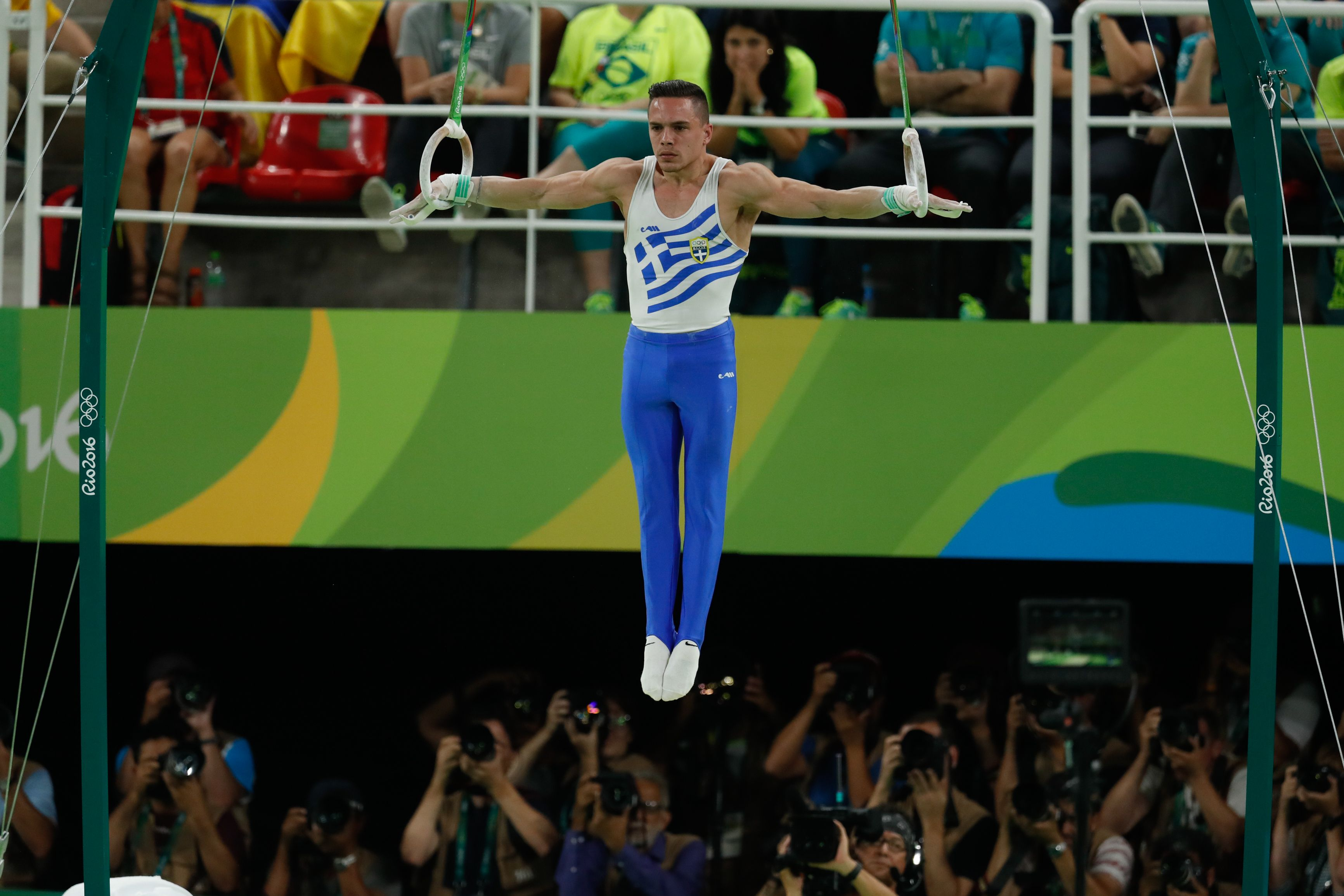
Bei den Olympischen Spielen 2016
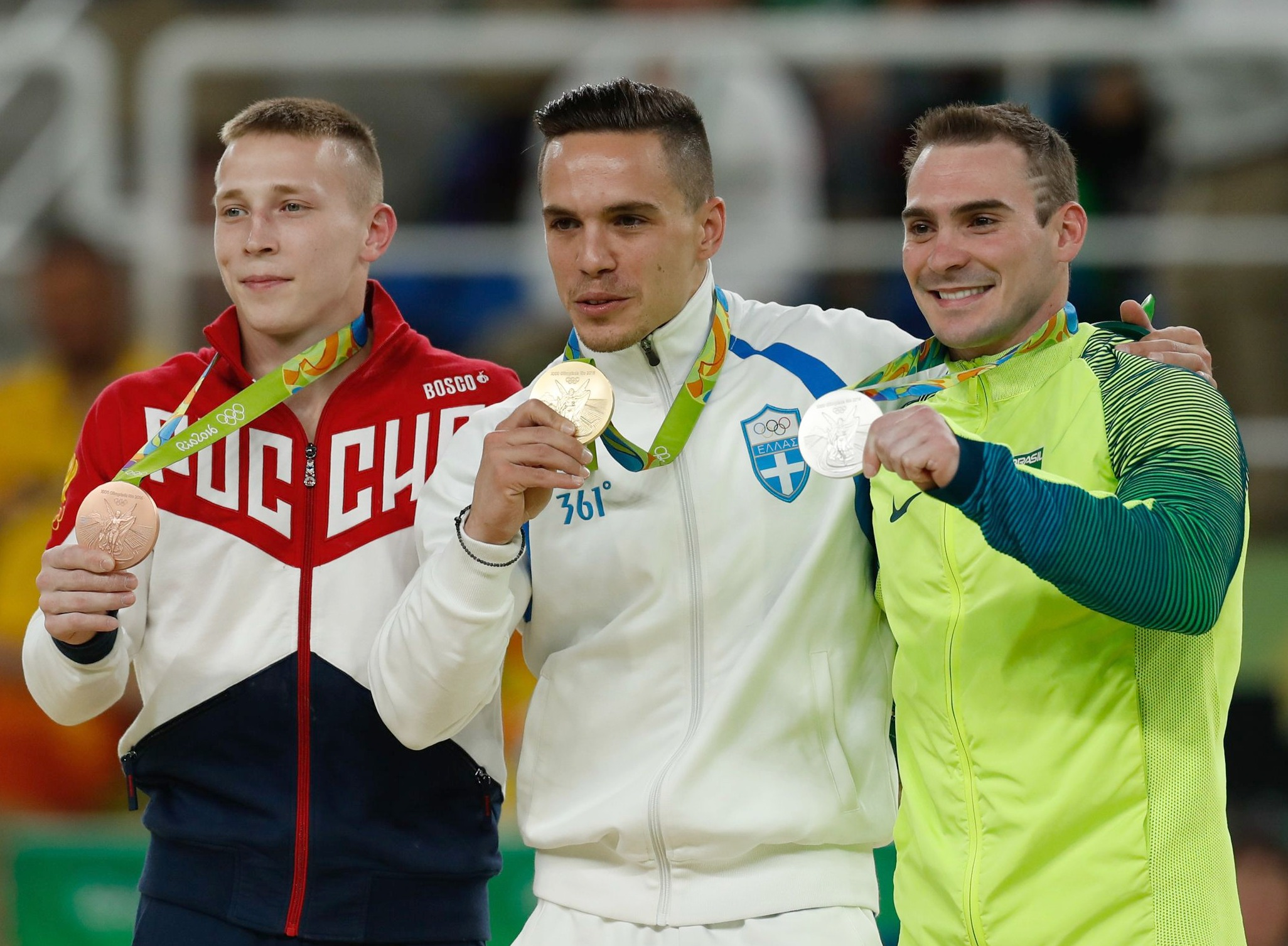
Siegerehrung im Ringeturnen bei den Olympischen Spielen 2016
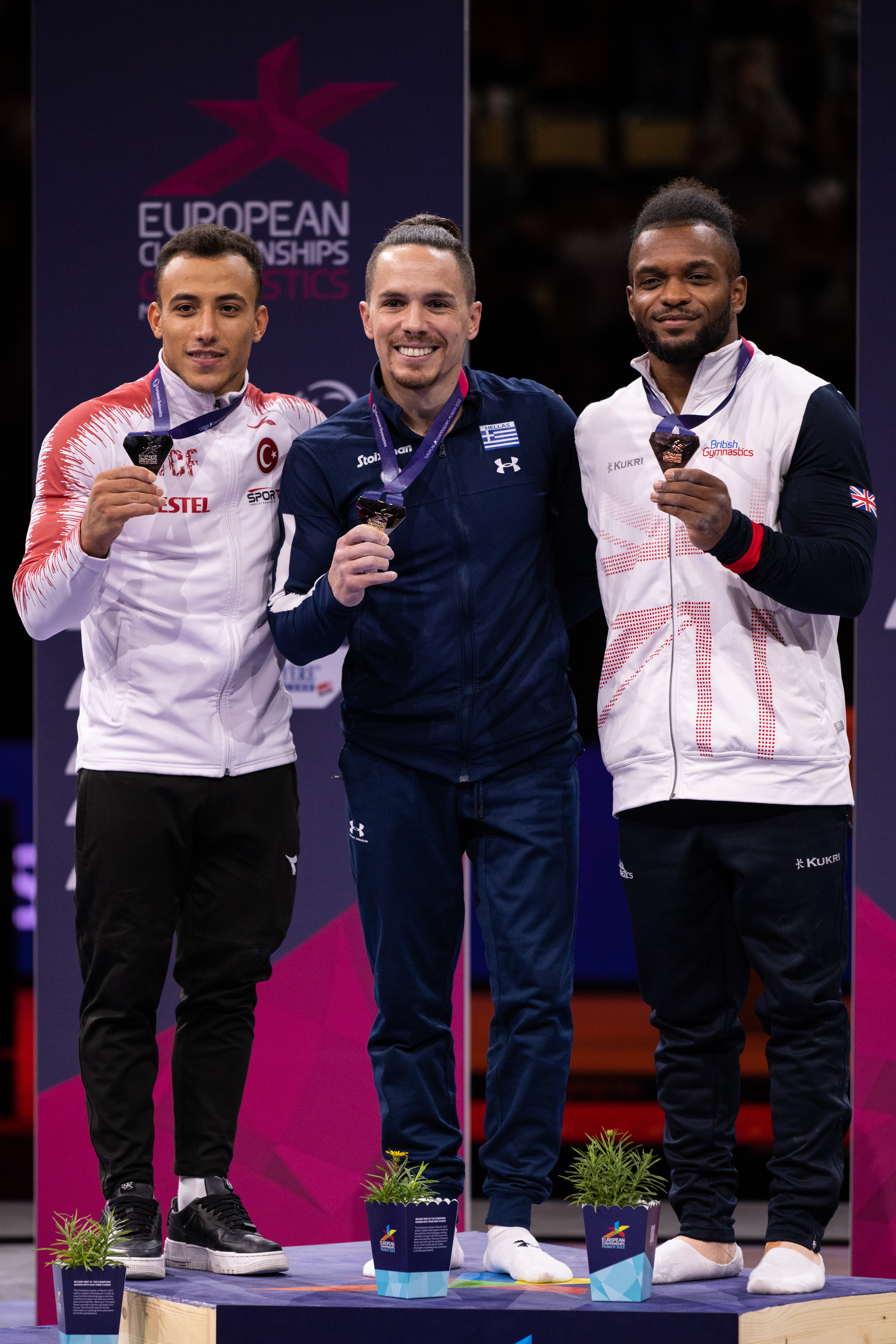
Siegerehrung im Ringeturnen bei der EM 2022